# Завод з виробництва добрив у Атарфе
Завод з виробництва добрив у Атарфе — виробничий майданчик хімічного спрямування на півдні Іспанії за кілька кілометрів на північний захід від Гранади.
У 1903 році в Атарфе почала роботу компанія «Carrillo y Compañía», що пропонувала споживачам широкий спектр продукції для застосування в агросекторі — суперфосфат, сульфати амонію, калію, заліза, натрієву селітру, хлорид калію. У 1920-му її переформатували в акціонерне товариство S.A. Carrillo, яке наступного року запустило в Атарфе великий завод з виробництва суперфосфату (результат обробки фосфоритів сульфатною кислотою). Цьому сприяла відсутність у Східній Андалусії інших заводів з виробництва добрив та наявність у районі Гранади залізничної вітки з доступом до залізниці Малага — Кордова. Також є відомості, що необхідні для виробництва фосфорити походженням з Марокко доправляли через Мотріль, хоча цей найближчий до Гранади порт навіть і через сотню років не має з нею залізничного сполучення через складний рельєф (у 1925—1950 роках тут діяла канатна дорога протяжністю понад три десятки кілометрів, але основними її клієнтами були підприємства цукрової промисловості).
Завод використовував сульфатну кислоту власного виробництва, яку продукували шляхом спалювання піритів, доправлених з потужного видобувного регіону в іспанській провінції Уельва. Первний час цех кислоти забезпечував не лише випуск добрив, але й давав змогу постачати надлишки в форму олеуму державному заводу вибухівки Empresa Nacional de Pólvoras de Santa Bárbara у El Fargue на північно-сіхдній околиці Гранади (такі поставки були передусім властиві першому періоду діяльності, оскільки надалі сульфатну кислоту майже повністю споживало власне виробництво суперфосфату).
У 1940-му завод в Атарфе істотно розширили.
У 1989-му продукування сульфатної кислоти припинили (є відомості, що незадовго до цього, в 1987, S.A. Carrillo закупила лише 10 тисяч тонн піритів). Втім, завод і далі випускав суперфосфати — простий і потрійний (останній отримують шляхом обробки фосфоритів фосфорною кислотою). Іншим напрямом діяльності майданчику в Атарфе є продукування комплексних азотно-фосфорно-калійних добрив. Компонентами при їх отриманні можуть бути карбамід, сульфат амонію, діамонійфосфат, суперфосфати, хлорид калію та сульфат калію, які змішуються з сульфатною кислотою та водою, після чого відправляються на гранулювання (на цьому етапі додається аміак, який нейтралізує сульфатну кислоту). Також завод використовує мало поширений в Європі спосіб випуску комплексних добрив на основі калійної селітри.
Станом на кінець 1990-х потужність майданчику рахувалась на рівні 100 тисяч тонн суперфосфатів та 150 тисяч тонн комплексних добрив на рік. Джерело від 2020 року називає фактично ту саму потужність заводу в Атарфе — 90 тисяч тонн суперфосфатів та 150 тисяч тонн комплексних добрив.
Не пізніше другої половини 1990-х завод перейшов під контроль компанії Fertisac, дві третини акцій якої в 2008-му придбала Medifer (Constantino Gutiérrez S.A.), що раніше сама володіла заводом суперфосфату у Санта-Круз-де-Тенерифе та заводом азотних добрив у Лас-Пальмас.